# Equinor
La Equinor (ex Statoil) è un'azienda norvegese del petrolio, istituita nel 1972, è la maggiore compagnia del paese ed occupa circa 25.000 persone. Nonostante la Statoil fosse quotata nel listino della borsa di Oslo e della borsa di New York, lo stato norvegese ne manteneva la maggioranza per una quota pari al 70,9 %. La sede centrale si trova nella capitale petrolifera norvegese, Stavanger. Il 1º ottobre 2007 la compagnia si è fusa con la Norsk Hydro, divenendo StatoilHydro, la maggiore compagnia offshore di petrolio e gas del mondo. Dal 15 maggio 2018 ha cambiato la propria denominazione in Equinor.
È uno dei maggiori venditori di petrolio grezzo del mondo ed un importante fornitore di gas naturale per il continente europeo, Statoil possedeva anche una rete di 2000 stazioni di servizio in 9 paesi. L'amministratore delegato da metà del 2004 alla fusione era Helge Lund, il precedente fu Aker Kvaerner. Il 18 dicembre 2006 Statoil rivelò una proposta di fusione con la divisione del gas e petrolio della Norsk Hydro, un conglomerato norvegese. La fusione è stata attuata e la compagnia petrolifera è la più grande del mondo tra quelle che hanno giacimenti in mare aperto. Ad oggi (2018) il CEO della società Equinor è Eldar Sætre.

## Storia
Il 14 luglio 1972 è stata fondata come società a responsabilità limitata, posseduta dal governo della Norvegia con approvazione all'unanimità nel Parlamento norvegese Stortinget. La motivazione politica era la partecipazione norvegese all'industria petrolifera sulla piattaforma continentale e sulla possibilità sviluppare la competenza norvegese all'interno dell'industria petrolifera per sviluppare la base per un'industria petrolifera domestica.
Statoil è stata invitata a discutere questioni importanti con il ministro norvegese dell'industria e successivamente con il ministro norvegese dell'energia ed a stendere
un rapporto annuale col Parlamento. Nel 1973 l'azienda ha iniziato attività nel settore petrolchimico e dell'industria. Questo ha fatto sì che nascessero gli impianti di lavorazione a Rafsnes e nell'associazione con Norsk Hydro l'impianto a Mongstad nel 1980. Dal 1974 al 1984 il presidente fu Finn Lied. Nel 1981 acquistò i diritti per la costruzione di piattaforme sulla piattaforma continentale per sfruttare il campo di Gullfaks. L'azienda è stata privatizzata ed è diventata una società per azioni quotata ad Oslo e New York. Allo stesso tempo ha cambiato il nome in Statoil asa.
Il 10 luglio 2012 Statoil si è posizionata in prima posizione nella speciale classifica stilata da Trasparency International. In questa graduatoria viene assegnato un punteggio da 0 a 10 che indica il grado di trasparenza delle aziende, ne deriva che il punteggio 8,3 di Statoil identifica l'azienda come un esempio di virtuosismo e di assenza di corruzione.
Dal 15 maggio 2018 l'azienda ha assunto il nome di Equinor.

## Sedi operative
Statoil era il più grande operatore sulla piattaforma continentale norvegese, con il 60% della produzione totale.
Il gruppo era operativo a Glitne, Gullfaks, Heidrun, Huldra, Kristin, Kvitebjørn, Mikkel, Norne, Ormen Lange, Sleipner, Snorre, Snøhvit, Statfjord, Sygna, Tordis, Troll, Veslefrikk, Vigdis, Visund, Volve e Åsgard. L'azienda inoltre aveva impianti di lavorazione a Kolsnes, Kårstø, Mongstad Tjeldbergodden e Melkøya.
Oltre che la piattaforma continentale norvegese, Statoil aveva campi petroliferi in Algeria, Angola, Azerbaigian, Brasile, Cina, Iran, Libia, Nigeria, Stati Uniti e Venezuela.
Aveva uffici nei paesi di Egitto, Messico, Qatar e Emirati Arabi Uniti ed impianti di lavorazione in Belgio, Danimarca, Francia e Germania.
Inoltre, controllava un certo numero di condotte petrolifere incluse Zeepipe, Statpipe, Europipe e Franpipe per l'Europa occidentale oltre che l'oleodotto Baku-Tbilisi-Ceyhan nel Caucaso meridionale. L'azienda aveva uffici commerciali per il greggio, prodotti petroliferi raffinati e liquidi del gas naturale a Londra, Stamford (Connecticut) e Singapore.
Statoil aveva stazioni di servizio in Danimarca, Estonia, Lettonia, Lituania, Norvegia, Polonia, Russia e Svezia per un totale di 2.000.
Le stazioni in Danimarca e Svezia sono state comprate da Esso nel 1985 mentre le stazioni in Irlanda sono state comprate da British Petroleum nel 1992.